# Mallard (Iowa)
Mallard é uma cidade localizada no estado americano de Iowa, no Condado de Palo Alto.

## Demografia
Segundo o censo americano de 2000, a sua população era de 298 habitantes.
Em 2006, foi estimada uma população de 275, um decréscimo de 23 (-7.7%).

## Geografia
De acordo com o United States Census Bureau tem uma área de
1,0 km², dos quais 1,0 km² cobertos por terra e 0,0 km² cobertos por água. Mallard localiza-se a aproximadamente 378 m acima do nível do mar.

## Localidades na vizinhança
O diagrama seguinte representa as localidades num raio de 20 km ao redor de Mallard.